# Éthofumesate
L'éthofumesate est un herbicide développé par Bayer CropScience. Il fait partie de la famille des benzofuranes. On l'utilise à des doses de 500 à 1500 g/ha.